# 9621 Michaelpalin
9621 Michaelpalin è un asteroide della fascia principale. Scoperto nel 1993, presenta un'orbita caratterizzata da un semiasse maggiore pari a 2,2629709 au e da un'eccentricità di 0,1682794, inclinata di 3,68495° rispetto all'eclittica.
L'asteroide è dedicato all'attore comico inglese Michael Palin, membro del gruppo Monty Python. Gli altri asteroidi dedicati ai membri del gruppo sono 9617 Grahamchapman, 9618 Johncleese, 9619 Terrygilliam, 9620 Ericidle e 9622 Terryjones.